# Henri Le Vaillant du Douët
Henri Le Vaillant du Douët est un homme politique français né le 27 février 1831 à Bernières et mort le 9 décembre 1911 à Bernières.
Maire de Bernières de 1859 à 1912, conseiller d'arrondissement, il est président de la société d'agriculture de l'arrondissement du Havre. Il est député de la Seine-Maritime de 1876 à 1881, siégeant à droite.

## Sources
- « Henri Le Vaillant du Douët », dans Adolphe Robert et Gaston Cougny, Dictionnaire des parlementaires français, Edgar Bourloton, 1889-1891 [détail de l’édition]
- « Henri Le Vaillant du Douët », dans le Dictionnaire des parlementaires français (1889-1940), sous la direction de Jean Jolly, PUF, 1960 [détail de l’édition]